# Cancioneiro Geral
El Cancioneiro Geral o Cancionero de Resende, publicado en 1516, es una compilación de poesía cortesana reunida por el autor portugués García de Resende, que incluye obras de los siglos XV y XVI. Los poemas, escritos en su mayoría en portugués (aunque hay algunos en castellano), tienen una temática muy diversa. Fue la primera colección de poesía impresa en Portugal y la principal fuente de la lírica portuguesa de aquella época.
El cancionero sigue los modelos castellanos anteriores, como el Cancionero de Baena de 1445 y el Cancionero General de Hernando del Castillo publicado en 1511.
Garcia de Resende fue un poeta, cronista y cortesano en la corte de Manuel I, que reunió un conjunto de casi mil poemas de 286 autores, de los cuales unos 150 estaban escritos en castellano y el resto en portugués.
Entre otros muchos autores, se incluyó a João Roiz de Castel-Branco, Sá de Miranda, Bernardim Ribeiro y al propio Garcia de Resende.
La primera edición del cancionero, impresa en 1516, fue dedicada al príncipe Juan, futuro Juan III de Portugal.